# Abbaye de la Case-Dieu
L'abbaye de la Case-Dieu, est une abbaye prémontrée, située à Beaumarchés, dans le département du Gers, probablement fondée en 1135 et qui disparut pendant la Révolution. Il n´en reste aujourd'hui presque rien.

## Historique

### Fondation et prospérité (XIIe-XVesiècles)
Elle fut probablement fondée vers 1135 par des moines prémontrés venus de Laon sur une terre donnée par un seigneur local, Bernard de Troncens.
L'abbaye reçut un grand nombre de donations au cours des XIIe et XIIIe siècles. Preuve de cette prospérité, ses moines fondèrent un prieuré à Vic-Fezensac et les abbayes de La Capelle, près de Grenade-sur-Garonne (1154), de La Grâce-Dieu dans le diocèse d’Aire (1159). Le monastère accueillit par ailleurs les sépultures des comtes de Pardiac et d’Armagnac, et devint le monastère chef de la province prémontrée de Gascogne.

### Déclin et disparition (XVIe-XIXesiècles)
Éprouvée par un violent incendie qui détruisit une grande partie de ses bâtiments en 1558, elle subit aussi les assauts des protestants en 1570. En 1648, un orage endommagea l'abbaye et abattit le clocher de l'église. Au milieu du XVIIIe siècle, l'ensemble du monastère menace ruines. Les bâtiments les plus endommagés, y compris une partie de l'église abbatiale, sont démolis et les matériaux sont utilisés pour réparer les bâtiments subsistants (cloître, dortoir) dans les années 1760. À la Révolution, le monastère est vendu comme bien national aux enchères publiques entre le 27 mars 1791 et le 17 juillet 1791. La vente fut organisée par Jean Baptiste Doat, en tant que délégué du procureur général et syndic du département du Gers; Il subsiste alors encore le logis abbatial, l'église, le cloître et plusieurs autres bâtiments. Elle fut achetée par Dominique de Sabail pour 250 000 livres, au nom et pour le compte, de Pierre Clair de Fonteville. Les 399 ouvrages de la bibliothèque sont emportés à Nogaro pour y être vendus aux enchères. Les bâtiments sont démolis tout au long du XIXe siècle et leurs matériaux réemployés (beaucoup de décors sculptés subsistent encore dans différents bâtiments des villages voisins).
De l'abbaye ne subsiste aujourd'hui plus qu'un seul édifice, qui semble remonter au XVIIIe siècle.